# NGC 754
NGC 754 ist eine elliptische Galaxie vom Hubble-Typ E2 im Sternbild Eridanus am Südsternhimmel. Sie ist schätzungsweise 265 Millionen Lichtjahre von der Milchstraße entfernt und hat einen Durchmesser von etwa 45.000 Lj.

Im selben Himmelsareal befinden sich u. a. die Galaxien NGC 745.
Das Objekt wurde am 27. Oktober 1834 von dem britischen Astronomen John Herschel entdeckt.